# Bokna-fjord
A Bokna-fjord vagy Boknafjorden fjord Norvégia délnyugati részében, Rogaland megyében, Stavanger és Haugesund városok között.
A fjordon Kvitsøy, Rennesøy, Finnøy, Tysvær, Bokn ésd Karmøy községek osztoznak.
Komoly tervek léteznek arra, hogy a Bokna-fjord alatt közúti alagutat építsenek. Az alagút 24 kilométer lenne és 350 méteres mélységig jutna le, és ezzel a világ leghosszabb víz alatti közúti alagútja lenne. (Vasúti alagutak vannak ennél jóval hosszabbak is a világon.) A norvég kormány reményei szerint az alagút 2020 előtt forgalomba kerülhetne. Megépítésének becsült költsége 500-600 millió euró.

## Fordítás
- Ez a szócikk részben vagy egészben  a   Boknafjord című angol Wikipédia-szócikk ezen változatának fordításán alapul.  Az eredeti cikk szerkesztőit annak laptörténete sorolja fel. Ez a jelzés csupán a megfogalmazás eredetét és a szerzői jogokat jelzi, nem szolgál a cikkben szereplő információk forrásmegjelöléseként.